# Olimpiada Națională de Informatică
Olimpiada Națională de Informatică (ONI) este o competiție anuală, în cadrul căreia concurează individual elevi din clasele V-XII.
Concursul se desfășoară în două zile și constă din două probe practice. Durata fiecăreia dintre cele două probe de concurs este anunțată în prealabil și este de regulă de 3–5 ore. O probă de concurs constă din rezolvarea a 1–4 probleme de natură algoritmică cu ajutorul calculatorului. Rezolvarea unei probleme presupune elaborarea unui program eficient din punct de vedere computațional, în limbajele C, C++ sau Pascal.
Pentru a se califica la faza națională, elevii trebuie sa treacă înainte cu succes etapele pe școală, pe oraș și pe județ. Doar primii elevi calificați la faza județeană se califică pentru faza națională.
Lotul Olimpic Internațional de Informatica al României (~20 elevi) este ales cu ajutorul unei probe speciale la sfârșitul Olimpiadei Naționale, la care participa cei care au câștigat premii la aceasta și cei care s-au clasat pe primele 2 locuri la versiunea online a acesteia(concursul InfONline-fost ONI by NET) la clasa lor astfel realizându-se o selectare foarte eficienta a celor mai buni elevi din țara la momentul respectiv.

## Ediții
Prima olimpiadă de informatică a avut loc în 1976 la Brașov și a constat dintr-o parte scrisă și o parte pentru calculator, într-unul din limbajele Fortran, COBOL sau ASSIRIS.
- ONI Gimnaziu 2019 București (22 - 27 aprilie 2019)[2], ONI Liceu 2019 Suceava (29 aprilie - 4 mai 2019)[3]
- ONI Gimnaziu 2018 Târgu Jiu (4 - 7 aprilie 2018)[4],  ONI Liceu 2018 Constanța (27 martie - 1 aprilie 2018)[5]
- ONI Gimnaziu 2017 Sibiu (26 - 30 aprilie 2017)[6], ONI Liceu 2017 Brașov (20 - 25 aprilie 2017)[7]
- ONI Gimnaziu 2016 București (21 - 25 aprilie 2016)[8],  ONI Liceu 2016 Arhivat în 21 iulie 2018, la Wayback Machine. Craiova (15 - 20 aprilie 2016)
- ONI Gimnaziu 2015 Arhivat în 24 aprilie 2018, la Wayback Machine. Brăila (aprilie 2015), ONI Liceu 2015 Arhivat în 19 iulie 2018, la Wayback Machine. Târgoviște (3 - 8 aprilie 2015)
- ONI Gimnaziu 2014 Slobozia (10 - 14 aprilie 2014), ONI Liceu 2014 Arhivat în 16 noiembrie 2015, la Wayback Machine. Pitești (3 - 9 aprilie 2014)
- ONI Gimnaziu 2013 Arhivat în 15 iulie 2016, la Wayback Machine. Oradea (6 - 10 aprilie 2013), ONI Liceu 2013 Timișoara (30 martie - 5 aprilie 2013)
- ONI 2012 Arhivat în 5 aprilie 2012, la Wayback Machine. Iași (30 martie - 5 aprilie 2012)
- ONI 2011 Piatra Neamț (15 - 22 aprilie 2011)
- ONI Gimnaziu 2010 Arhivat în 15 aprilie 2010, la Wayback Machine. Slatina (30 ianuarie - 3 februarie 2010), ONI Liceu 2010 Constanța (5 - 11 aprilie 2010)
- ONI 2009 Arhivat în 30 martie 2009, la Wayback Machine. Galați (10 - 18 aprilie 2009)
- ONI 2008 Arhivat în 28 februarie 2009, la Wayback Machine. Ploiești (29 aprilie - 5 mai 2008)
- ONI 2007 Arhivat în 14 decembrie 2007, la Wayback Machine. Cluj-Napoca (9 - 16 aprilie 2007)
- ONI 2006 Târgoviște (15 - 22 aprilie 2006)[9]
- ONI 2005 Galați (25 martie - 1 aprilie)[10]
- ONI 2004 Buzău (2 - 9 aprilie)[11]
- ONI 2003 Focșani (18 - 25 aprilie)[12]
- ONI 2002 Brăila[13]
- ONI 2001 Bacău[13]
- ONI 2000 Constanța[13]
- ONI 1999 Mediaș[13]
- ONI 1998 Oradea (27 martie - 5 aprilie)[14]
- ONI 1997 Timișoara (22 - 30 martie; prima Olimpiadă Națională de Informatică care a avut site)[15]
- ONI 1996 Suceava[13]
- ONI 1995 Slatina[13]
- ONI 1994 Craiova[13]
- ONI 1993 Iași[13]
- ONI 1992 Arad[necesită citare]